# Lijst van gemeentelijke monumenten in Barendrecht
De gemeente Barendrecht heeft 61 gemeentelijke monumenten. Hieronder een overzicht. 
| Object | Bouwjaar                              | Architect            | Locatie                           | Coördinaten                   | Nr.          | Afbeelding |
| --- | ------------------------------------- | -------------------- | --------------------------------- | ----------------------------- | ------------ | --- |
| Bruggehoofd Brug over de Oude Maas                                                                                         | 1885-1888                             |                      | Achterzeedijk                     | 51° 49' 53" NB, 4° 31' 36" OL | 0489/9715    | Meer afbeeldingen |
| Sluisje Vredepolder |                                       |                      | Achterzeedijk                     | 51° 49' 60" NB, 4° 31' 9" OL  | 0489/9716    | Upload foto |
| Fabrieksgebouw | ca. 1926                              |                      | Achterzeedijk 57                  | 51° 50' 8" NB, 4° 31' 43" OL  | 0489/9717    | Fabrieksgebouw |
| Schoorsteen | ca. 1926                              |                      | Achterzeedijk 57                  | 51° 50' 8" NB, 4° 31' 43" OL  | 0489/200302  | Schoorsteen |
| Complex van 4 gedeeltelijk onderkelderde woningen                                                                          | 1925                                  | C. Vegt              | Achterzeedijk 63-69               | 51° 50' 5" NB, 4° 31' 38" OL  | 0489/200306  | Complex van 4 gedeeltelijk onderkelderde woningen                                                                          |
| Drie voormalige brugwachterswoningen                                                                                       | 1888/1889                             |                      | Achterzeedijk 71                  | 51° 49' 58" NB, 4° 31' 37" OL | 0489/9718    | Drie voormalige brugwachterswoningen                                                                                       |
| Drie voormalige brugwachterswoningen                                                                                       | 1888/1889                             |                      | Achterzeedijk 73                  | 51° 49' 58" NB, 4° 31' 36" OL | 0489/9719    | Drie voormalige brugwachterswoningen                                                                                       |
| Drie voormalige brugwachterswoningen                                                                                       | 1888/1889                             |                      | Achterzeedijk 75                  | 51° 49' 58" NB, 4° 31' 37" OL | 0489/9720    | Drie voormalige brugwachterswoningen                                                                                       |
| Voormalige boerderij | 1877                                  |                      | Doormanplein 5 / Singel 30        | 51° 51' 27" NB, 4° 31' 57" OL | 0489/9728    | Voormalige boerderij |
| Peter's posttrein, winkel-woonhuis                                                                                         |                                       |                      | Dorpsstraat 121a/123              | 51° 51' 26" NB, 4° 32' 4" OL  | 0489/9701    | Peter's posttrein, winkel-woonhuis                                                                                         |
| Voormalige dokterswoning                                                                                                   | circa 1890                            |                      | Dorpsstraat 133                   | 51° 51' 27" NB, 4° 32' 2" OL  | 0489/9702    | Voormalige dokterswoning                                                                                                   |
| Woonhuis | 1851                                  |                      | Dorpsstraat 136                   | 51° 51' 26" NB, 4° 32' 5" OL  | 0489/9703    | Woonhuis |
| Oude raadhuis | 1898                                  |                      | Dorpsstraat 137                   | 51° 51' 27" NB, 4° 32' 2" OL  | 0489/9704    | Oude raadhuis |
| D'ouwe school, historische vereniging                                                                                      | ca. 1880                              |                      | Dorpsstraat 150/150a              | 51° 51' 30" NB, 4° 32' 3" OL  | 0489/9705    | D'ouwe school, historische vereniging                                                                                      |
| Boerderij |                                       |                      | Dorpsstraat 163                   | 51° 51' 31" NB, 4° 31' 57" OL | 0489/9707    | Upload foto |
| Renteniershuis |                                       |                      | Dorpsstraat 175                   | 51° 51' 31" NB, 4° 31' 53" OL | 0489/9708    | Renteniershuis |
| Gedeeltelijk onderkelderde boerderij met achterliggende vrijstaande schuur en toegangsbrug uit het midden van de 19de eeuw |                                       |                      | Dorpsstraat-Oost 3                | 51° 51' 3" NB, 4° 32' 45" OL  | 0489/200301  | Gedeeltelijk onderkelderde boerderij met achterliggende vrijstaande schuur en toegangsbrug uit het midden van de 19de eeuw |
| Woonhuis "Den Bolder" | Begin 20ste eeuw                      |                      | Dorpsstraat-Oost 29               | 51° 51' 10" NB, 4° 32' 29" OL | 0489/9711    | Woonhuis "Den Bolder" |
| Woning "Beukenhof" | ca. 1870                              |                      | Dorpsstraat-Oost 31               | 51° 51' 10" NB, 4° 32' 27" OL | 0489/9712    | Woning "Beukenhof" |
| Voormalig veilinggebouw | Eerste helft 20ste eeuw               |                      | Gebroken Meeldijk 68              | 51° 51' 14" NB, 4° 33' 21" OL | 0489/200305  | Voormalig veilinggebouw |
| Vrijstaand huis met aangebouwde schuur                                                                                     | 1923                                  | C.Vegt               | Gebroken Meeldijk 84              | 51° 51' 11" NB, 4° 33' 10" OL | 0489/200703  | Vrijstaand huis met aangebouwde schuur                                                                                     |
| Vrijstaand huis van twee etages met schuur en aanbouw, omringd door grote tuin.                                            | 1923                                  | J.P.Schuddenbeurs    | Gebroken Meeldijk 86              | 51° 51' 11" NB, 4° 33' 10" OL | 0489/200704  | Vrijstaand huis van twee etages met schuur en aanbouw, omringd door grote tuin.                                            |
| Half vrijstaand huis met een schuur aan straathoek                                                                         | 1908                                  |                      | Gebroken Meeldijk 125             | 51° 51' 11" NB, 4° 33' 10" OL | 0489/200705  | Upload foto |
| Een woning met een nagenoeg vierkante plattegrond.                                                                         |                                       | D.A.H. Knevel        | Julianastraat 1                   | 51° 51' 9" NB, 4° 33' 14" OL  | 0489/9721    | Upload foto |
| Vrijstaand dubbelhuis van twee etages met schuren                                                                          | 1937                                  | Leenheer             | Julianastraat 23                  | 51° 51' 5" NB, 4° 33' 16" OL  | 0489/200713  | Upload foto |
| Gedeeltelijk onderkelderd voormalig tuinderswoonhuis                                                                       | Tweede helft 19e eeuw                 |                      | Middeldijk 2                      | 51° 50' 42" NB, 4° 33' 14" OL | 0489/9734    | Gedeeltelijk onderkelderd voormalig tuinderswoonhuis                                                                       |
| Kop-rompboerderij de "Zuider Hoeve"                                                                                        | 1860                                  |                      | Middeldijk 90                     | 51° 50' 55" NB, 4° 31' 4" OL  | 0489/9736    | Upload foto |
| Blokje van twee arbeiderswoningen                                                                                          | 1864                                  |                      | Middeldijk 92-94                  | 51° 50' 55" NB, 4° 31' 2" OL  | 0489/200303  | Upload foto |
| Restant oude muur |                                       |                      | Noldijk                           | 51° 50' 35" NB, 4° 33' 52" OL | 0489/9722    | Upload foto |
| Dijkhuis | ca. 1890                              |                      | Noldijk 115                       | 51° 50' 27" NB, 4° 33' 41" OL | 0489/9725    | Dijkhuis |
| Boerderij met schuur | 18e-eeuws voorhuis, 19e-eeuwse schuur |                      | Noldijk 155-157                   | 51° 50' 14" NB, 4° 33' 24" OL | 0489/9727    | Boerderij met schuur |
| |                                       |                      | Pr. Bernhardstraat 18             | 51° 51' 2" NB, 4° 33' 7" OL   | 0489/200715  | Upload foto |
| Oorspronkelijk een vrijstaand huis, nu met aanbouw                                                                         | 1937                                  |                      | Pr. Hendrikstraat 3               | 51° 51' 8" NB, 4° 33' 9" OL   | 0489/200714  | Upload foto |
| Gereformeerde kerk | 1924/1925                             | Adr. C. Lengkeek Wzn | Schaatsbaan 1                     | 51° 51' 23" NB, 4° 32' 8" OL  | 0489/200304  | Gereformeerde kerk |
| Oude begraafplaats | 1871                                  |                      | Scheldestraat/1e Barendrechtseweg | 51° 51' 35" NB, 4° 32' 13" OL | 0489/10006   | Upload foto |
| Winkel- woonhuis in Jugendstil                                                                                             | 1901                                  |                      | Singel 29                         | 51° 51' 27" NB, 4° 31' 58" OL | 0489/9713    | Winkel- woonhuis in Jugendstil                                                                                             |
| Voormalige dokterswoning                                                                                                   | 1822                                  |                      | Singel 35                         | 51° 51' 27" NB, 4° 31' 57" OL | 0489/9714    | Voormalige dokterswoning                                                                                                   |
| Een voormalig woonhuis met café en erf                                                                                     | 1873                                  |                      | Smitshoek 1                       | 51° 51' 34" NB, 4° 28' 53" OL | 0489/200401  | Een voormalig woonhuis met café en erf                                                                                     |
| Vrijstaand huis met aangebouwde garage                                                                                     | 1929                                  | J.Knevel             | Stationsweg 56                    | 51° 51' 10" NB, 4° 33' 13" OL | 0489/200702  | Upload foto |
| Vrijstaand huis met twee schuren                                                                                           | 1928                                  |                      | Stationsweg 76                    | 51° 51' 6" NB, 4° 33' 19" OL  | 0489/200716  | Upload foto |
| Vrijstaand huis met aanbouw en schuur                                                                                      | ca. 1880                              |                      | Stationsweg 80                    | 51° 51' 5" NB, 4° 33' 19" OL  | 0489/200717  | Upload foto |
| Vrijstaand huis 'Cora' met aangebouwde garage en schuur                                                                    | 1923                                  |                      | Stationsweg 84                    | 51° 51' 2" NB, 4° 33' 24" OL  | 0489/200701  | Upload foto |
| Een complex van 4 woningen                                                                                                 | Begin 20ste eeuw                      |                      | Stationsweg 92                    | 51° 51' 1" NB, 4° 33' 26" OL  | 0489/9729    | Upload foto |
| Een complex van 4 woningen                                                                                                 | Begin 20ste eeuw                      |                      | Stationsweg 94                    | 51° 51' 1" NB, 4° 33' 26" OL  | 0489/9730    | Upload foto |
| Een complex van 4 woningen                                                                                                 | Begin 20ste eeuw                      |                      | Stationsweg 96                    | 51° 51' 0" NB, 4° 33' 27" OL  | 0489/9731    | Upload foto |
| Een complex van 4 woningen                                                                                                 | Begin 20ste eeuw                      |                      | Stationsweg 98                    | 51° 51' 0" NB, 4° 33' 27" OL  | 0489/9732    | Upload foto |
| Vrijstaand huis met schuur 'Annie'                                                                                         | 1925                                  | Leenheer             | Stationsweg 112                   | 51° 50' 59" NB, 4° 33' 30" OL | 0489/200706  | Upload foto |
| Een vrijstaand woonhuis in chaletstijl                                                                                     | ca. 1900/1910                         |                      | Voordijk 243                      | 51° 51' 31" NB, 4° 31' 28" OL | 0489/9738    | Upload foto |
| Boerderij "Hoeve Christina"                                                                                                |                                       |                      | Voordijk 267                      | 51° 51' 30" NB, 4° 31' 12" OL | 0489/9739    | Upload foto |
| Dit is een vrijstaand, aan de voet van de dijk gelegen, woonhuis                                                           | Eerste kwart van de 20ste eeuw        |                      | Voordijk 278                      | 51° 51' 33" NB, 4° 31' 16" OL | 0489/9740    | Upload foto |
| Een boerderij met schuur van het zijlangsdeel type                                                                         | Laatste kwart van de 19e eeuw         |                      | Voordijk 332                      | 51° 51' 31" NB, 4° 30' 49" OL | 0489/9741    | Een boerderij met schuur van het zijlangsdeel type                                                                         |
| Renteniershuis "Carnisse"                                                                                                  | 1862                                  |                      | Voordijk 361                      | 51° 51' 24" NB, 4° 30' 26" OL | 0489/9742    | Renteniershuis "Carnisse"                                                                                                  |
| Woonhuis in neorenaissance stijl                                                                                           |                                       |                      | Voordijk 379                      | 51° 51' 22" NB, 4° 30' 16" OL | 0489/9743    | Upload foto |
| Rentenierswoning | ca. 1892                              |                      | Voordijk 462                      | 51° 51' 24" NB, 4° 29' 48" OL | 0489/9745    | Upload foto |
| Vrijstaand huis met garage                                                                                                 | eind jaren 20, begin 30               |                      | Wilhelminastraat 4                | 51° 51' 5" NB, 4° 33' 17" OL  | 0489/2007007 | Upload foto |
| Vrijstaand dubbelhuis van twee etages met schuren                                                                          | 1937                                  |                      | Wilhelminastraat 6                | 51° 51' 5" NB, 4° 33' 16" OL  | 0489/200708  | Upload foto |
| Vrijstaand huis met aangebouwde garage                                                                                     | 1935                                  |                      | Wilhelminastraat 8                | 51° 51' 4" NB, 4° 33' 13" OL  | 0489/200709  | Upload foto |
| Vrijstaand huis met garage-schuur                                                                                          | 1929                                  | J.Berkman            | Wilhelminastraat 11               | 51° 51' 3" NB, 4° 33' 15" OL  | 0489/200710  | Upload foto |
| Vrijstaand huis met garage en schuur                                                                                       | 1940                                  |                      | Wilhelminastraat 22               | 51° 51' 4" NB, 4° 33' 9" OL   | 0489/200711  | Upload foto |
| Vrijstaand dubbelhuis met een schuur                                                                                       | 1940                                  | Berkman              | Wilhelminastraat 33               | 51° 51' 2" NB, 4° 33' 7" OL   | 0489/200712  | Vrijstaand dubbelhuis met een schuur                                                                                       |
| Renteniershuis | 1935                                  | D.H. Overgauw        | Ziedewijdsedijk 59                | 51° 50' 50" NB, 4° 33' 4" OL  | 0489/9733    | Renteniershuis |